# Tinea basifasciella
Tinea basifasciella is een vlinder uit de familie echte motten (Tineidae). De wetenschappelijke naam van de soort werd in 1895 gepubliceerd door Émile Louis Ragonot.
De soort komt voor in Europa en het aansluitend deel van Azië.

## Synoniemen
- Tinea punctigera Walsingham, 1907
- Tinea nitentella Chrétien, 1908
- Tinea palaestinella Amsel, 1955, nom. inval.[1]
- Tinea turcmeniella Zagulajev, 1956
- Tinea exquisita Gozmany, 1960